# يو تاماغاوا
يو تاماغاوا (باليابانية: 玉川 由) (مواليد 14 يونيو 1996)، هو لاعب كرة قدم ياباني متقاعد.

## وصلات خارجية
- يو تاماغاوا على موقع رابطة كرة القدم اليابانية للمحترفين (اليابانية)